# 曾姓
曾姓是中文姓氏之一，被收入《百家姓》第385位。当今中國大陸姓氏中排名第31，人口770万+，在台湾排名第17。曾姓的主要历史聚居地有鲁国、庐陵、武城、长沙、扶风、冀州、青州、吉阳、南丰、韶州、虔州、交州、会稽、蜀郡、豫章、吴郡、河内、南阳、内乡、江夏、襄阳、宁化、长乐、梅县、平远、镇平、五华、龙川、惠州、河源、和平、广州、兴宁等。 根据查询国家统计局官网显示2022年曾氏人口有770多万人，排在第31位， 以湖南、四川、广东、江西、湖北、福建等省为多。 中國大陆之外多分布在新加坡、马来西亚、泰国、印度尼西亚、菲律宾等国家。

## 起源
- 源自姒姓，夏王少康封其次子曲烈为甑子爵，在甑（今山东临沂市兰陵县向城镇）建立鄫国。古代习惯以封地為氏，曲烈便从此氏鄫。实力并不强大的鄫国历经夏朝、商朝、周朝，直到春秋，即公元前567年才被莒国所灭。怀着亡国之痛的太子巫出奔到邻近的鲁国。其后代用原国名“鄫”为氏，除去邑旁（阝），表示离开故城，不忘先祖，称为“曾”。據上海博物館藏兩周之際的南方青銅器曾子倝鼎銘（《集成》02757）“惠于剌曲”，學者多以爲剌曲即《世本》之曲烈。據出土材料，曾姓并非单一来源。[1]

- 源自姬姓，西周开国功臣南宫适的后裔，被封于湖北省随州一帶，建立曾国，后代以国为姓[2][3][4]。

- 少数民族曾姓。在京族、彝族、土家族、布依族、满族、苗族、黎族中都有少量曾姓存在。

### 迁徙分布
曾姓最初发源于今山东省兰陵县西北一带。先秦时期，逃至鲁国的曾姓后代在鲁为官，并且就此繁衍生息下来，同时向四周地区播迁，使曾姓族人遍布于山东、河北等地。

## 曾氏字輩
曾氏東宗、南宗派語：
63代至67代（明建文2年賜）：
宏、聞、貞、尚、衍。

68代至77代（明崇禎元年定）：
興、毓、傳、紀、廣
昭、憲、慶、繁、祥。 

78代至87代（清同治二年定）：
令、德、維、垂、佑
钦、紹、念、顯、揚。 

88代至97代（清同治九年賜）：
建、道、敦、安、定
懋、修、肈、懿、长
裕、文、焕、景、瑞
永、锡、世、绪、昌

## 郡望和堂號

### 堂號
- “三省堂”：孔子弟子曾參非常注意修身，每天從三方面檢查自己：（1）為人做事有沒有盡到心；（2）和朋友交往有沒有失信；（3）老師教的東西有沒有復習好。 “三省堂”即由此得名。
- “武城堂”：曾氏源出姒姓。夏帝少康封小兒子曲烈於鄫（在山東省蒼山縣西北）建立鄫國，滅國後太子巫逃往魯國，後稱之武城。
- “追遠堂”：取春秋末期魯國南武城（今山東省費縣）人曾參「慎終追遠」之意。

此外，曾氏的主要堂號還有：「魯陽堂」、「敦本堂」、「宗聖堂」、「守約堂」、「養志堂」、「若文堂」、「武城第」等。

### 郡望
- 魯郡：西漢改薛郡置魯國，治在魯縣（今山東省曲阜）。相當今山東省曲阜、滕縣、泗水等縣地。西晉改為魯郡。
- 天水郡：西漢元鼎三年（前114年）初置郡，治所在平襄（今甘肅省通渭縣西北）。相當於今甘肅省通渭、秦安、定西、清水、莊浪、甘谷、張家川等縣及天水市西北部、隴西東部、榆中東北部地。西晉移上邽（今天水市）。北魏相當今天水、秦安、甘谷等市縣地。
- 廬陵郡：東漢時置郡，治所在石陽（今江西省吉水東北），三國吳移治高昌（今江西省泰和西北）。相當今江西省永新、峽江、樂安、石城以南地區。

## 各地語言譯法
其他語言譯法說明：西文拼音常見的有 Zeng（中文拼音）、Tseng（台灣威妥瑪拼音）、Tzeng（台灣國音二式）、Chang (澳門政府葡文譯音)、Tsang（香港政府粵語拼音）、Tjan（印尼華語拼音）、Cheng（馬來西亞砂拉越閩東語系發音）、Tăng（越南語發音）。